# 9726 Verbiscer
9726 Verbiscer este un asteroid din centura principală de asteroizi.

## Descriere
9726 Verbiscer este un asteroid din centura principală de asteroizi. A fost descoperit pe 2 martie 1981 la Siding Spring de Schelte J. Bus. Asteroidul prezintă o orbită caracterizată de o semiaxă mare de 2,87 ua, o excentricitate de 0,03 și o înclinație de 1,1° în raport cu ecliptica.